# Amélie Goudjo
Amélie Goudjo, född 19 april 1980 i Nantua i Frankrike, är en tidigare fransk handbollsspelare. Hon spelade som mittsexa. Hon blev silvermedaljör vid VM 2009 och VM 2011. 

## Klubbkarriär
Ursprungligen från Hauteville-Lompnes upptäckte Amélie Goudjo Handbollen på skolan Six denier College, där sporten ingår i idrottsprogrammet. Hon spelade med skollaget och gick sedan med i klubben som bildades. Hon gick med i idrottsprogrammet Jean Perrin i Lyon, och spelade i Meximieux, en nationell klubb i regionen.
Hon börjar som 18-åring spela för Asul Vaulx-en-Velin som spelar i franska ligan. Under de 5 säsonger som hon tillbringade i Rhône-klubben drabbades hon av en skada på främre korsbandet i höger knä  i september 2001. 2003, efter  klubbens nedflyttning till division 2, skrev hon på för Toulon Saint-Cyr Var HB  där hon spelade i två säsonger. År 2005 gick hon sedan tillsammans med  Mariama Signaté till CJF Fleury-Les-Aubrais där hon vid sin ankomst blev lagkapten. I slutet av säsongen, som slutade med en tredje plats i det franska mästerskapet, gick hon till Issy Moulineaux där hon spelade i två år.
2008 bestämde hon sig för att fortsätta sin karriär i Spanien. Hon anslöt till BM Bera Bera där Raphaëlle Tervel och Alexandra Lacrabère spelade. 2009 vann hon sin första titel, den spanska cupen, med klubben.
Efter två säsonger i Spanien återvände hon till franska damligan och spelade för Issy Paris hand, där hon spelade tillsammans med Paule Baudouin, Sophie Herbrecht, Allison Pineau. Säsongen 2012/2013 blev det framgångar i klubben. De kvalade till Champions League, segrade i Ligacupen i Frankrik, och blev finalister  Cupvinnarcupen i handboll  och kom trea i det franska mästerskapet. I slutet av säsongen fick hon lungemboli. Efter lungembolin återvände hon till handbollen i oktober 2013. I slutet av säsongen 2013-2014 spelade hon med Issy Paris finalen i EHF Challenge Cup, finalen i Coupe de France och finalen i LFH. Klubben förlorade alla tre finalerna.
Efter fyra säsonger i Issy-Paris skrev hon sommaren 2014 på för den slovenska klubben RK Krim  i Ljubljana. Den 6 mars 2015 avlutades kontraktet i förtid. I september 2015 bestämde hon sig för att avsluta sin idrottskarriär.

## Landslagskarriär
Den 8 maj 2005 gjorde hon sin första landskamp för det franska laget i en vänskapsmatch mot Rumänien i Lyon. Hon mästerskapsdebuterade i världsmästerskapet i Ryssland samma år, där Frankrike slutar på tolfte plats. Hon var en av 28 spelare som var nominerade till VM 2007 i Frankrike men tillhörde inte nettotruppen. Först i juni 2009 är hon åter i det franska laget för ett dubbelmötet mot Kroatien. Hon spelar i Frankrikes kvalificering till VM 2009 i Kina. Hon utsågs till lagkapten för Frankrike och laget kvalificerar sig till VM 2009.
Efter förlust i debuten i VM 2009 kvalificerade sig laget för semifinal för tredje gången. Frankrike vinner semifinalen men förlorar finalen mot Ryssland. Vid EM 2010 i Norge börjar Frankrike svagt men fem raka segrar ger till slut en femte plats. I december 2011, i  VM i Brasilien, spelar det franska laget åter en final. Skador på Mariama Signaté och Allison Pineau försämrar det franska laget som förlorar finalen mot Norge. Målet för Frankrike att nå de olympiska spelen i London nås genom en dubbelsegern mot Slovenien i juni 2011. Goudjo ledde det franska laget att kvalificera sig för EM 2012, Men hon blir inte uttagen i truppen till OS 2012 i London. Frankrike förlorade kvartsfinalen i OS mot Montenegro. Alain Portes blir ny coach för landslaget och han tar åter med henne till världsmästerskapet 2013 i Serbien. Den 26 mars 2014, på Island, i en kvalmatch till EM, spelar hon sin hundrade landskamp men det blir en av hennes sista landskamper.